# 厚岸漁港
厚岸漁港（あっけしぎょこう）は、北海道厚岸郡厚岸町にある漁港。港則法上の「適用漁港」に指定されている。

## 概要
北海道の太平洋南東部に位置しており、厚岸湾や汽水湖の厚岸湖、大黒島をはじめとする地形に加え、森や川、湿原などの自然条件から、多くの水産資源に恵まれた漁港になっている。また、厚岸沖の太平洋海域は暖流の「黒潮」と寒流の「親潮」が交差する潮境（潮目）であり、多くのプランクトンとそれを餌にする魚が集まる漁場になっている。

## 施設
湖北地区の水揚げ直線岸壁は北海道内で最も長い延長850 mある。湖北地区には「厚岸漁業協同組合地方卸売市場」や「厚岸漁業協同組合直売店エーウロコ」、湖南地区（若竹地区）には「厚岸町カキ種苗センター」がある。

### 主な地区一覧
- 湖南地区（若竹地区）
  - 第1埠頭
  - 第2埠頭
  - 第3埠頭
- 湖北地区
- 湖内地区
- 門静地区

## 沿革

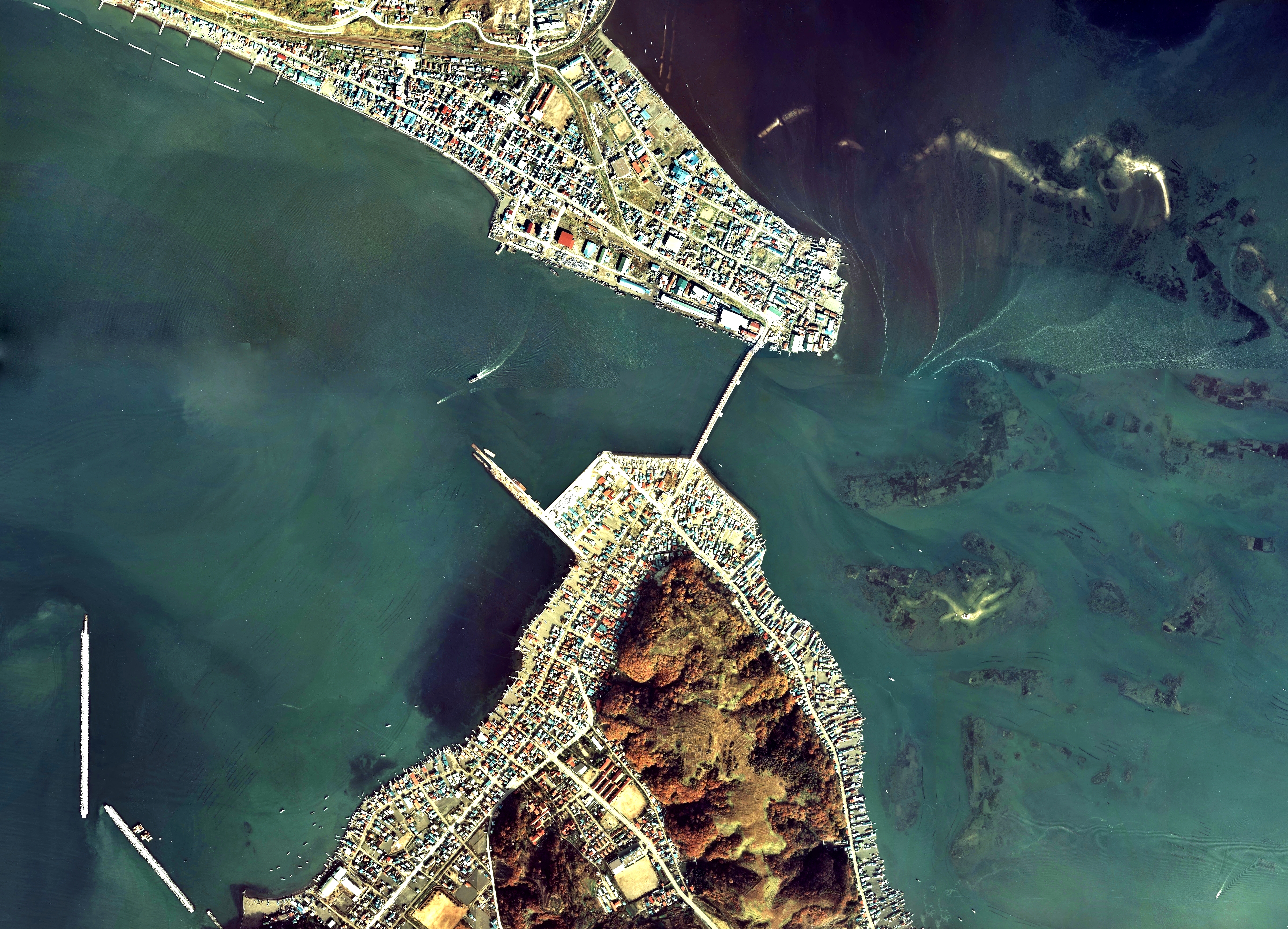
厚岸漁港周辺の空中写真。厚岸大橋を挟んで左側が厚岸湾、右側が厚岸湖（1978年（昭和53年）撮影の9枚を合成作成）。。

### 概要
一説によると厚岸の地名はアイヌ語の「アッケケシ」（牡蠣の獲れるところ）に由来していると言われており、かつての厚岸湖はカキの自生地であった。ところが、水質などの環境変化や採取によって自生のカキは徐々に減少し、現在は養殖のカキが主になっている。江戸時代はニシン漁やサケ漁などが盛んに行われ、獲れた魚の一部は乾燥させ肥料として出荷するなど、東蝦夷地の中心地として繁栄した。戦後は捕鯨基地になったほか、北洋サケ・マス漁業、イワシ巻網漁業の大規模船団に対応した漁港整備を進めてきたが、国際漁業規制やイワシ資源激減による船団の撤退などがあり、沖合漁業において厳しい時代になっているが、厚岸漁港は近くにサンマなどの良好な漁場があることなどもあり、サンマ棒受網漁業の陸揚げ基地として北海道内外の外来漁船が利用している。

### 年表
- 1951年（昭和26年）：「第3種漁港」指定[7]。
- 1959年（昭和34年）：日本道路公団による厚岸フェリーが開通し、「厚岸丸」就航（1972年廃止）[7]。
- 1972年（昭和47年）：厚岸大橋開通[7]。
- 1999年（平成11年）：厚岸町カキ種苗センター完成。
- 2000年（平成12年）：シングルシード方式のカキ初出荷[7]。
- 2006年（平成18年）：「厚岸地域マリンビジョン」策定[4][8]。
- 2009年（平成21年）：第1埠頭静穏度対策施設完成[9]。
- 2012年（平成24年）：門静副港供用開始。
- 2014年（平成26年）：「厚岸地域マリンビジョン」改訂[10]。

## 主な水産物
厚岸では、周辺の海域を活かしてカキの成熟をコントロールすることにより、年中出荷することができる。厚岸産カキ「カキえもん」は、日本国内で厚岸が最初に導入したシングルシードと呼ばれる技術を用いて育てている。2016年（平成28年）からは、ホタテの貝殻を用いて人工種苗した「弁天かき」の販売を始めている。「大黒さんま」は目利きの漁業者が船上で特大のサンマだけを厳選したものである。

### 厚岸漁港で採れる魚介類
- サケ
- エゾバフンウニ
- サンマ
- ホッキ（ウバガイ）
- アサリ
- ホタテガイ
- カキ
- ナガコンブ（コンブ）

## 参考資料
- “厚岸漁港紹介誌「味な港“あっけし”」” (PDF).   釧路開発建設部釧路港湾事務所. 2017年11月22日閲覧。